# Chrysocercops shoreae
Chrysocercops shoreae är en fjärilsart som beskrevs av Tosio Kumata 1992. Chrysocercops shoreae ingår i släktet Chrysocercops och familjen styltmalar. Inga underarter finns listade i Catalogue of Life.